# ماري كينر
ماري كينر (بالإنجليزية: Mary Beatrice Davidson Kenner)‏ هي مخترِعة أمريكية، ولدت في 17 مايو 1912 في مونرو في الولايات المتحدة، وتوفيت في 13 يناير 2006.